# Прапор Городка (Львівська область)
Прапор Городка — офіційний символ міста Городок Львівської області. Затверджений 14 травня 1998 року рішенням сесії Городоцької міської ради.
Автор — А. Гречило.

## Опис прапора
Квадратне полотнище, у верхньому від древка куті на синьому квадратному полі (розмір сторони рівний 1/3 ширини прапора) біла соляна топка, у нижньому з вільного краю куті синьому квадратному полі — біла міська брама з трьома вежами і відкритими жовтими воротами, від древка та з верхнього краю два білі прямокутні поля.

## Зміст
Міська брама фігурує на давніх печатках Городка ще з XVI ст. Соляна топка вказує на стару назву поселення (Городок Соляний) та значення торгівлі сіллю для розвитку міста. Синій колір означає місцеві водойми.
Квадратна форма полотнища відповідає усталеним вимогам для муніципальних прапорів (прапорів міст, селищ і сіл).